# Italská republikánská strana
Italská republikánská strana (italsky Partito Repubblicano Italiano, zkratka PRI) je jedna z nejstarších italských politických stran. První kongres strany se konal 12. dubna 1895 v Boloni. PRI založili příznivci republikánského a demokratického zřízení.
Republikánská strana představovala v italském politickém spektru levý střed, nicméně od roku 2001 spolupracovala se Silviem Berlusconim v pravostředových volebních koalicích. Po volbách 2013 se PRI vrátila ke středolevici a v současnosti je členkou liberálního uskupení Více Evropy; sama ale nemá parlamentní zastoupení.

## Historie
Od roku 1895, kdy byla PRI organizována jako strana s pevnými strukturami, navazovali republikáni kontakty se socialisty a radikály ve snaze utvořit jednotnou stranu demokratické levice. Ta ovšem kvůli programovým rozporům mezi jednotlivými opozičními proudy nevznikla.
Po vypuknutí první světové války podporovala PRI pomoc Francii, kterou vnímala jako kolébku lidských práv, proti centrálním mocnostem, které považovala za nositele autoritarismu. Po skončení války opět jednala s levicovými stranami o společném postupu, nicméně jednání byla neúspěšná z důvodu převažujícího vlivu maximalistů (tj. příznivců socialistické revoluce) v Italské socialistické straně (Partito Socialista Italiano). Zároveň se republikáni stavěli proti sílícímu fašismu. Roku 1926 byla PRI stejně jako ostatní nefašistické strany zakázána.
Členové zakázané PRI následně odešli do exilu nebo se zapojili do odbojových organizací (Spravedlnost a svoboda, Koncentrace antifašistické akce aj.). Ve španělské občanské válce razili heslo "Dnes Španělsko, zítra Itálie !". Značná část bývalých členů PRI vstoupila roku 1942 do Strany akce (Partito d'Azione). Po skončení druhé světové války byla Republikánská strana znovu obnovena.
V prvních poválečných volbách v roce 1946 získala strana 1 003 007 hlasů (tj. 4,4 %), čímž potvrdila svůj určitý politický vliv. Pád monarchie znamenal pro PRI splnění jednoho z dlouhodobých cílů.
Během studené války představovali republikáni jeden z pilířů italského politického uspořádání a byli častým koaličním partnerem. Ovšem po jejím skončení, které doprovázely výrazné změny v italské politice, nastala v PRI otázka budoucího vývoje a přimknutí se k jednomu ze dvou ideových pólů (tj. koalice levice nebo pravice pod různými názvy). Rozhodnutí ke spolupráci s Berlusconim vedlo k odchodu levého křídla a založení Hnutí evropských republikánů (Movimento Repubblicani Europei).
PRI v současnosti představuje minoritní stranu sociálně liberální orientace se slabým parlamentním zastoupením.